# 2-е Тедженское водохранилище
2-е Тедженское водохранилище (туркм. 2-nji Tejen suw howdany) — бывшее водохранилище в Ахалском велаяте Туркменистана, расположенное на реке Теджен.

## Описание
2-е Тедженское водохранилище водохранилище использовалось для регулирования сезонного стока Теджена, и орошения сельскохозяйственных земель в Марыйской области. Полезная ёмкость водохранилища составляла 180 млн. м³. При нормальном подпорном уровне, площадь водохранилища составляла 4 тысячи га, длина водохранилища — 15 км, максимальная ширина — 7 км, а наибольшая глубина — 18 м.

## История
Водохранилище было наполнено водой в 1960—1963 годах. В водохранилище были акклиматизированы растительноядные рыбы (толстолобик, белый амур) и судак.
После строительства водохранилища «Достлук» на ирано-туркменской границе, в низовьях реки Теджен начались проблемы со стабильностью речного стока, вследствие чего, 1-е и 2-е Тедженские водохранилища, которые к тому моменту уже были сильно заилившимися, прекратили своё существование.